# شاه‌مال‌لار
شاه‌مال‌لار (به لاتین: Şahmallar یا Şahmalılar) یک منطقه مسکونی در جمهوری آذربایجان است که در شهرستان آغجه‌آباد واقع شده است. شاه‌مال‌لار ۲۲۷ نفر جمعیت دارد.